# ترکیب وصفی
ترکیب وصفی یا ساختار وصفی (به انگلیسی: Adjective or Adjective-noun construction) در دستور زبان، نوعی ساختار دستوری است که برای بیان رابطه بین یک اسم و یک صفت یا گروه صفتی استفاده می‌شود. اسم در ترکیب وصفی، سرگروه (یا اسم توصیف‌شده) است و صفت وابستۀ آن (صفت توصیف‌کننده)؛ اعراب و ایرانیان، اولی را موصوف (وصف‌شده) و دومی را صفت می‌نامند.
ترکیب وصفی در زبان فارسی معمولاً به صورت «موصوف + نقش‌نمای اضافه + صفت یا گروه صفتی» پدیدار می‌شود:
- «دخترِ زیبا»
- «کتاب سبز»
- «کتاب‌هاییِ بسیار ارزشمند» در این زمینه نوشته شده‌است.